# Sugababes-diszkográfia
A brit Sugababes lányegyüttes eddig nyolc stúdióalbumot, négy válogatásalbumot, négy középlemezt, harmincnégy kislemezt (három kiemelt előadóként), két videóalbumot, hat promóciós kislemezt, tizenkét egyéb kiadást, és harminchárom videóklipet adott ki négy különböző felállásban. A Sugababes 1998-ban alakult, és különböző időpontokban három énekes volt a tagja: Siobhán Donaghy, Mutya Buena és Keisha Buchanan, valamint Heidi Range, Amelle Berrabah és Jade Ewen.
A Sugababes debütáló albuma, a One Touch 2000 novemberében jelent meg, és a huszonhatodik helyezést érte el a brit listán, végül arany minősítést szerzett. Az albumról négy kislemez jelent meg, amelyek közül három bejutott a legjobb húsz közé, míg az album első kislemezét, az Overload-ot jelölték BRIT-díjra a legjobb kislemez kategóriában. Az album eladásai azonban nem feleltek meg a London Records elvárásainak, ami ezt követően megvált a csapattól. Donaghy 2001 augusztusában kilépett az együttesből, helyét az Atomic Kitten korábbi tagja, Heidi Range vette át. A csapat második stúdióalbuma Angels with Dirty Faces címmel jelent meg 2002 augusztusában, az Island Records gondozásában. Az 1980-as évek új hullámának, táncának és popzenéjének hatására, a lemez nagy sikert aratott az Egyesült Királyságban, ahol a második helyet érte el, és háromszoros platinalemez lett. Első két kislemezét, a Freak Like Me-t és a Round Round-ot jelölték a legjobb brit album kategóriában a 2003-as BRIT Awards-on.
A Three, a Sugababes harmadik albuma 2003 októberében jelent meg. A harmadik helyet érte el, és dupla platinalemez minősítést kapott az Egyesült Királyságban. Az albumról négy kislemez jelent meg, köztük az első helyezett Hole in the Head. A csapat negyedik albuma, a Taller in More Ways, 2005 októberében jelent meg, az első helyet érte el, és dupla platinalemez lett az Egyesült Királyságban. Három kislemeze, a Push the Button, az Ugly, és a Red Dress nemzetközileg is sikeres lett. Nem sokkal az album megjelenése után, Buena személyes okok miatt elhagyta a csapatot, és Amelle Berrabah váltotta fel. A csapat ötödik stúdióalbuma, a Change 2007 októberében jelent meg. A pop- és dance dalokból összeállított lemez az első helyet érte el, és platinalemez lett az Egyesült Királyságban. Az albumról három top 20-as kislemez jelent meg, köztük a Change, a Denial, valamint az Egyesült Királyságban első helyezést elért About You Now, jelezve a második alkalmat, amikor a banda egyszerre szerepelt a kislemez-, album-, és letöltési listákon.
A csapat hatodik stúdióalbuma, a Catfights and Spotlights 2008-ban jelent meg, és bekerült az UK Albums Chart első tíz helyezettje közé. Az albumról két kislemez jelent meg, köztük a Girls és a No Can Do, előbbi a harmadik helyen végzett a brit kislemezlistán. A banda hetedik stúdióalbuma, a Sweet 7 2010 márciusában jelent meg,  melynek első kislemeze, a Get Sexy, a második helyen végzett a brit kislemezlistán; ez volt az utolsó kislemez, amelyen Keisha Buchanan szerepelt. A második kislemez az albumról, az About a Girl a nyolcadik helyen végzett az Egyesült Királyságban, és ez volt az első kislemez, amelyen az új tag, Jade Ewen is szerepel. Az album harmadik kislemeze, a Wear My Kiss a hetedik helyen végzett az Egyesült Királyságban.
2021. május 11-én a Sugababes kiadta a 2001-es Run for Cover című kislemez átdolgozását, amelyen MNEK is szerepel, hogy megünnepeljék a One Touch 20 éves fennállását, és az új zenei terveket. 2022. december 24-én a csapat meglepetésszerűen kiadta az interneten a The Lost Tapes című albumot, amely a 2013-as újraegyesülési albumukra szánt dalokból állt, és amely jogi problémák miatt soha nem jelent meg hivatalosan.

## Albumok

### Stúdióalbumok
| Cím                                                         | Album adatok | Csúcshelyezések | Csúcshelyezések | Csúcshelyezések | Csúcshelyezések | Csúcshelyezések | Csúcshelyezések | Csúcshelyezések | Csúcshelyezések | Csúcshelyezések | Csúcshelyezések | Eladások      | Minősítések |
| Cím                                                         | Album adatok | UK              | AUT             | DEN             | GER             | IRE             | NLD             | NZ              | NOR             | SWE             | SWI             | Eladások      | Minősítések |
| ----------------------------------------------------------- | --- | --------------- | --------------- | --------------- | --------------- | --------------- | --------------- | --------------- | --------------- | --------------- | --------------- | ------------- | --- |
| One Touch                                                   | - Megjelent: 2000. november 27. - Kiadó: London - Formátumok: CD, kazetta, LP, Digitális letöltés                                           | 18              | 6               | —               | 7               | 55              | —               | 16              | —               | —               | 8               | - UK: 226,000 | - BPI: Arany |
| Angels with Dirty Faces                                     | - Megjelent: 2002. augusztus 26. - Kiadó: Island - Formátumok: CD, kazetta, LP, digitális letöltés                                          | 2               | 19              | 37              | 13              | 3               | 12              | 21              | 11              | 49              | 13              | - UK: 929,000 | - BPI: 3× Platina - IFPI SWI: Arany - NVPI: Arany - IFPI: Platina                                                                      |
| Three                                                       | - Megjelent: 2003. október 27. - Kiadó: Island - Formátumok: CD, kazetta, digitális letöltés                                                | 3               | 21              | 39              | 10              | 9               | 4               | 45              | 22              | 54              | 9               |               | - BPI: 2× Platina - BVMI: Arany - IFPI SWI: Arany - IFPI: Platina                                                                      |
| Taller in More Ways                                         | - Megjelent: 2005. október 10./ 2006. február 27. (újra kiadott változat) - Kiadó: Island - Formátumok: CD, digitális letöltés, LP, kazetta | 1               | 5               | 32              | 11              | 7               | 10              | 16              | 30              | 23              | 6               | - UK: 900,000 | - BPI: 2× Platina - BVMI: Arany - IFPI AUT: Arany - IFPI DEN: Arany - IFPI SWI: Arany - IRMA: 2× Platina - RMNZ: Arany - IFPI: Platina |
| Change                                                      | - Megjelent: 2007. október 8. - Kiadó: Island - Formátumok: CD, digitális letöltés                                                          | 1               | 32              | —               | 33              | 10              | 69              | —               | —               | —               | 14              |               | - BPI: Platina - IRMA: Platina |
| Catfights and Spotlights                                    | - Megjelent: 2008. október 20. - Kiadó: Island - Formátumok: CD, digitális letöltés                                                         | 8               | —               | —               | —               | 18              | —               | —               | —               | —               | —               |               | - BPI: Arany |
| Sweet 7                                                     | - Megjelent: 2010. március 15. - Kiadó: Island (#2727295) - Formátumok: CD, digitális letöltés                                              | 14              | —               | —               | —               | 35              | —               | —               | —               | —               | 92              |               | |
| The Lost Tapes                                              | - Megjelent: 2022. december 24. - Kiadó: Saját kiadás - Formátumok: Digitális letöltés, Vinyl, CD                                           | —               | —               | —               | —               | —               | —               | —               | —               | —               | —               |               | |
| "—" nem szerepelt listán, vagy nem jelent meg az országban. | |                 |                 |                 |                 |                 |                 |                 |                 |                 |                 |               | |

### Válogatásalbumok
| Cím                                                         | Album adatok                                                                              | Csúcshelyezések | Csúcshelyezések | Csúcshelyezések | Csúcshelyezések | Csúcshelyezések | Csúcshelyezések | Csúcshelyezések | Csúcshelyezések | Csúcshelyezések | Eladások  | Minősítések                                         |
| Cím                                                         | Album adatok                                                                              | UK              | AUT             | DEN             | GER             | IRE             | NLD             | NOR             | POR             | SWI             | Eladások  | Minősítések                                         |
| ----------------------------------------------------------- | ----------------------------------------------------------------------------------------- | --------------- | --------------- | --------------- | --------------- | --------------- | --------------- | --------------- | --------------- | --------------- | --------- | --------------------------------------------------- |
| Overloaded: The Singles Collection                          | - Megjelent: 2006. november 13. - Kiadó: Island - Formátumok: CD, digitális letöltés, DVD | 3               | 25              | 34              | 38              | 12              | 37              | 21              | 15              | 29              | - 650,439 | - BPI: 2× Platina - IFPI DEN: Arany - IRMA: Platina |
| The Best of the Bs                                          | - Megjelent: 2011. április 11. - Kiadó: Island - Formátumok: Digitális letöltés           | —               | —               | —               | —               | —               | —               | —               | —               | —               |           |                                                     |
| The Complete Bs                                             | - Megjelent: 2011. április 11. - Kiadó: Island - Formátumok: Digitális letöltés           | —               | —               | —               | —               | —               | —               | —               | —               | —               |           |                                                     |
| The Essential Sugababes                                     | - Megjelent: 2021. október 1. - Kiadó: Spectrum - Formátumok: CD                          | —               | —               | —               | —               | —               | —               | —               | —               | —               |           |                                                     |
| "—" nem szerepelt listán, vagy nem jelent meg az országban. |                                                                                           |                 |                 |                 |                 |                 |                 |                 |                 |                 |           |                                                     |

## Kislemezek

### Önálló kislemezek
| Év                                                          | Kislemez                             | Csúcshelyezések | Csúcshelyezések | Csúcshelyezések | Csúcshelyezések | Csúcshelyezések | Csúcshelyezések | Csúcshelyezések | Csúcshelyezések | Csúcshelyezések | Csúcshelyezések | Minősítések                                                                                        | Album                              |
| Év                                                          | Kislemez                             | UK              | AUS             | AUT             | DEN             | GER             | IRE             | NLD             | NZ              | SWI             | US              | Minősítések                                                                                        | Album                              |
| ----------------------------------------------------------- | ------------------------------------ | --------------- | --------------- | --------------- | --------------- | --------------- | --------------- | --------------- | --------------- | --------------- | --------------- | -------------------------------------------------------------------------------------------------- | ---------------------------------- |
| 2000                                                        | Overload                             | 6               | 27              | 3               | —               | 3               | 15              | 14              | 2               | 5               | —               | - BPI: Ezüst - BVMI: Arany                                                                         | One Touch                          |
| 2000                                                        | New Year                             | 12              | —               | —               | —               | —               | 25              | —               | —               | —               | —               | | One Touch                          |
| 2001                                                        | Run for Cover                        | 13              | 36              | 38              | —               | 28              | 35              | 33              | 49              | 36              | —               | | One Touch                          |
| 2001                                                        | Soul Sound                           | 30              | —               | —               | —               | —               | —               | —               | —               | —               | —               | | One Touch                          |
| 2002                                                        | Freak Like Me                        | 1               | 44              | 22              | 13              | 27              | 2               | 23              | 25              | 11              | —               | - BPI: Arany                                                                                       | Angels with Dirty Faces            |
| 2002                                                        | Round Round                          | 1               | 13              | 8               | 3               | 15              | 2               | 2               | 2               | 4               | —               | - BPI: Arany - ARIA: Arany - RMNZ: Arany                                                           | Angels with Dirty Faces            |
| 2002                                                        | Stronger                             | 7               | 34              | 41              | 11              | 38              | 13              | 5               | 24              | 23              | —               | - BPI: Ezüst                                                                                       | Angels with Dirty Faces            |
| 2002                                                        | Angels with Dirty Faces              | 7               | 34              | —               | —               | —               | —               | —               | 24              | —               | —               | - BPI: Ezüst                                                                                       | Angels with Dirty Faces            |
| 2003                                                        | Shape                                | 11              | 75              | 50              | —               | 39              | 9               | 7               | —               | 40              | —               | | Angels with Dirty Faces            |
| 2003                                                        | Hole in the Head                     | 1               | 25              | 5               | 1               | 9               | 2               | 2               | 11              | 8               | 96              | - BPI: Ezüst                                                                                       | Three                              |
| 2003                                                        | Too Lost in You                      | 10              | 31              | 26              | 17              | 14              | 13              | 8               | 31              | 8               | —               | - BPI: Arany                                                                                       | Three                              |
| 2004                                                        | In the Middle                        | 8               | 33              | 33              | —               | 29              | 13              | 7               | —               | 23              | —               | | Three                              |
| 2004                                                        | Caught in a Moment                   | 8               | —               | 56              | —               | 71              | 28              | 30              | —               | 56              | —               | | Three                              |
| 2005                                                        | Push the Button                      | 1               | 3               | 1               | 3               | 2               | 1               | 3               | 1               | 3               | —               | - BPI: Platina - ARIA: Platina - BVMI: Arany - IFPI AUT: Arany - IFPI DEN: Platina - RMNZ: Platina | Taller In More Ways                |
| 2005                                                        | Ugly                                 | 3               | 13              | 14              | 4               | 26              | 7               | 7               | 5               | 19              | —               | - BPI: Ezüst                                                                                       | Taller In More Ways                |
| 2006                                                        | Red Dress                            | 4               | 22              | 41              | —               | 27              | 12              | 7               | 16              | 31              | —               | | Taller In More Ways                |
| 2006                                                        | Follow Me Home                       | 32              | —               | —               | —               | —               | 25              | —               | —               | —               | —               | | Taller In More Ways                |
| 2006                                                        | Easy                                 | 8               | —               | 23              | 13              | 26              | 18              | 45              | —               | 30              | —               | | Overloaded: The Singles Collection |
| 2007                                                        | Walk This Way (with Girls Aloud)     | 1               | —               | —               | —               | —               | 14              | —               | —               | —               | —               | | Nem jelent meg albumon             |
| 2007                                                        | About You Now                        | 1               | 57              | 4               | 12              | 4               | 2               | 18              | 18              | 21              | —               | - BPI: 2×Platina - BVMI: Arany - IFPI DEN: Arany - RMNZ: Platina                                   | Change                             |
| 2007                                                        | Change                               | 13              | —               | —               | —               | 32              | 21              | 31              | —               | —               | —               | | Change                             |
| 2008                                                        | Denial                               | 15              | —               | 4               | 40              | 11              | 18              | 61              | —               | 14              | —               | | Change                             |
| 2008                                                        | Girls                                | 3               | —               | —               | —               | —               | 12              | —               | —               | —               | —               | - BPI: Ezüst                                                                                       | Catfights and Spotlights           |
| 2008                                                        | No Can Do                            | 23              | —               | —               | —               | —               | —               | —               | —               | —               | —               | | Catfights and Spotlights           |
| 2009                                                        | Get Sexy                             | 2               | 75              | 72              | —               | 41              | 3               | —               | —               | —               | —               | - BPI: Ezüst                                                                                       | Sweet 7                            |
| 2009                                                        | About a Girl                         | 8               | —               | —               | —               | —               | 14              | —               | —               | —               | —               | - BPI: Ezüst                                                                                       | Sweet 7                            |
| 2010                                                        | Wear My Kiss                         | 7               | —               | —               | —               | —               | 9               | —               | —               | —               | —               | | Sweet 7                            |
| 2013                                                        | Flatline (mint Mutya Keisha Siobhan) | 50              | —               | —               | —               | —               | 14              | —               | —               | —               | —               | | Nem jelent meg albumon             |
| 2022                                                        | Flatline (újrakiadás)                | —               | —               | —               | —               | —               | —               | —               | —               | —               | —               | | The Lost Tapes                     |
| 2023                                                        | When the Rain Comes                  | —               | —               | —               | —               | —               | —               | —               | —               | —               | —               | | Nem jelent meg albumon             |
| 2024                                                        | Situation (with A Little Sound)      | —               | —               | —               | —               | —               | —               | —               | —               | —               | —               | | Nem jelent meg albumon             |
| 2025                                                        | Jungle                               | —               | —               | —               | —               | —               | —               | —               | —               | —               | —               | | Nem jelent meg albumon             |
| 2025                                                        | Weeds                                | —               | —               | —               | —               | —               | —               | —               | —               | —               | —               | | Nem jelent meg albumon             |
| 2025                                                        | Shook                                | —               | —               | —               | —               | —               | —               | —               | —               | —               | —               | | Nem jelent meg albumon             |
| "—" nem szerepelt listán, vagy nem jelent meg az országban. |                                      |                 |                 |                 |                 |                 |                 |                 |                 |                 |                 | |                                    |

### Kiemelt művészként
| Év   | Cím                                                    | Csúcshelyezések | Csúcshelyezések | Csúcshelyezések | Csúcshelyezések | Csúcshelyezések | Csúcshelyezések | Csúcshelyezések | Csúcshelyezések | Csúcshelyezések | Csúcshelyezések | Album                     |
| Év   | Cím                                                    | UK              | UK Dance        | AUS             | DEN             | GER             | IRE             | NLD             | NZ              | NOR             | SWI             | Album                     |
| ---- | ------------------------------------------------------ | --------------- | --------------- | --------------- | --------------- | --------------- | --------------- | --------------- | --------------- | --------------- | --------------- | ------------------------- |
| 2004 | Do They Know It’s Christmas? (A Band Aid 20 részeként) | 1               | —               | 9               | 1               | 7               | 1               | 3               | 1               | 1               | 7               | Nem jelent meg albumon    |
| 2007 | Sing (Annie Lennox különböző művészekkel)              | 161             | —               | —               | —               | —               | —               | —               | —               | —               | —               | Songs of Mass Destruction |
| 2019 | Flowers (DJ Spoony közreműködik Sugababes)             | —               | 26              | —               | —               | —               | —               | —               | —               | —               | —               | Garage Classical          |

### Promóciós munkák
| Év   | Kislemez                                  | Album                  |
| ---- | ----------------------------------------- | ---------------------- |
| 2001 | Don’t Wanna Wait                          | One Touch              |
| 2007 | My Love Is Pink                           | Change                 |
| 2009 | Santa Baby                                | Nem jelent meg albumon |
| 2011 | Freedom                                   | Nem jelent meg albumon |
| 2023 | Joy (Push the Button) (with Joy Anonymus) | Nem jelent meg albumon |
| 2024 | Round (with Two Shell)                    | Nem jelent meg albumon |

## Egyéb slágerlistás dalok
| Év   | Kislemez     | Csúcshelyezések | Album          |
| Év   | Kislemez     | UK Down.        | Album          |
| ---- | ------------ | --------------- | -------------- |
| 2023 | Back to Life | 49              | The Lost Tapes |
| 2023 | Only You     | 58              | The Lost Tapes |
| 2023 | Breathe Me   | 62              | The Lost Tapes |

## Egyéb kiadások
| Év   | Cím                                   | Album/Kislemez                                    | Megjegyzések                                                                                    |
| ---- | ------------------------------------- | ------------------------------------------------- | ----------------------------------------------------------------------------------------------- |
| 2002 | Killer                                | NME in Association with War Child Presents 1 Love | Eredetileg Adamski                                                                              |
| 2003 | Please Can I Talk?                    | Jack O the Green (Small World Big Band Friends 3) | A felvétel Jools Hollanddal készült                                                             |
| 2005 | Come Together                         | B-side to "Ugly"                                  | Eredetileg a The Beatles                                                                        |
| 2006 | Spiral                                | Hello Waveforms                                   | Rögzítve William Orbittal és Kennával                                                           |
| 2006 | Living for the Weekend                | Radio 1’s Live Lounge                             | Eredetileg a Hard-Fi                                                                            |
| 2006 | I Bet You Look Good on the Dancefloor | Popjustice: 100% Solid Pop Music                  | Eredetileg az Arctic Monkeys                                                                    |
| 2007 | Betcha by Golly Wow!                  | Radio 1: Established 1967                         | Eredetileg a The Stylistics                                                                     |
| 2009 | Teardrops                             | 50 Years of Island Records                        | Eredetileg a Womack & Womack                                                                    |
| 2009 | For Once in My Life                   | My Inspiration                                    | Eredetileg Stevie Wonder                                                                        |
| 2010 | Rabbit Heart (Raise It Up)            | Radio 1 Live Lounge                               | Eredetileg a Florence and the Machine                                                           |
| 2010 | Grow a girl                           | Katy Brand vs Sugababes                           | A felvétel Katy Brand's Big Ass Show-jában készült az ITV2-n, az "About a Girl" című paródiához |
| 2019 | Flowers                               | Garage Classical                                  | DJ Spoony közreműködik Sugababes                                                                |

## Középlemezek
| Cím                       | Középlemez adatok                                                                   |
| ------------------------- | ----------------------------------------------------------------------------------- |
| Sessions@AOL              | - Megjelent: 2004. június 1. - Kiadó: Island - Formátumok: Digitális letöltés       |
| Live from London          | - Megjelent: 2005. december 13. - Kiadó: Island - Formátumok: Digitális letöltés    |
| Napster Live Sessions     | - Megjelent: 2006. november - Kiadó: Island - Formátumok: Digitális letöltés        |
| Live at O2 Music Flash    | - Megjelent: 2007. június 1. - Kiadó: Island - Formátumok: Digitális letöltés       |
| Apple Music Home Sessions | - Megjelent: 2023. március 8. - Kiadó: Independent - Formátumok: Digitális letöltés |

## Videóklipek
| Év   | Videóklip               | Album                              | Rendező(k)                      | Hossz |
| ---- | ----------------------- | ---------------------------------- | ------------------------------- | ----- |
| 2000 | Overload                | One Touch                          | Phil Poynter                    | 4:35  |
| 2000 | New Year                | One Touch                          | Alex Hemming                    | 3:50  |
| 2001 | Run for Cover           | One Touch                          | Jamie Morgan                    | 3:47  |
| 2001 | Soul Sound              | One Touch                          | Max & Dania                     | 4:30  |
| 2002 | Freak Like Me           | Angels with Dirty Faces            | Sophie Muller és Dawn Shadforth | 3:14  |
| 2002 | Round Round             | Angels with Dirty Faces            | Phil Griffin                    | 3:54  |
| 2002 | Stronger                | Angels with Dirty Faces            | Alison Murray                   | 4:02  |
| 2002 | Angels with Dirty Faces | Angels with Dirty Faces            | Cartoon Network Productions     | 3:49  |
| 2003 | Shape                   | Angels with Dirty Faces            | Michael Gracey és Pete Commins  | 4:12  |
| 2003 | Hole in the Head        | Three                              | Matthew Rolston                 | 3:38  |
| 2003 | Too Lost in You         | Three                              | Andy Morahan                    | 3:59  |
| 2004 | In the Middle           | Three                              | Matthew Rolston                 | 3:55  |
| 2004 | Caught in a Moment      | Three                              | Howard Greenhalgh               | 4:23  |
| 2005 | Push the Button         | Taller in More Ways                | Matthew Rolston                 | 3:36  |
| 2005 | Ugly                    | Taller in More Ways                | Toby Tremlett                   | 3:50  |
| 2006 | Red Dress               | Taller in More Ways                | Tim Royes                       | 3:38  |
| 2006 | Follow Me Home          | Taller in More Ways                | Toby Tremlett                   | 3:58  |
| 2006 | Easy                    | Overloaded: The Singles Collection | Tim Royes                       | 3:38  |
| 2007 | Walk This Way           | Nem jelent meg albumon             | Trudy Bellinger                 | 2:53  |
| 2007 | About You Now           | Change                             | Marcus Adams                    | 3:45  |
| 2007 | Change                  | Change                             | Fatima Andrade Koehler          | 3:37  |
| 2008 | Denial                  | Change                             | Harvey B-Brown                  | 3:29  |
| 2008 | Girls                   | Catfights and Spotlights           | Daniel Wolfe                    | 3:17  |
| 2008 | No Can Do               | Catfights and Spotlights           | Marco Puig                      | 3:10  |
| 2009 | Get Sexy                | Sweet 7                            | Emil Nava                       | 3:14  |
| 2009 | About a Girl            | Sweet 7                            | Martin Weisz                    | 3:28  |
| 2010 | Wear My Kiss            | Sweet 7                            | Martin Weisz                    | 3:44  |
| 2011 | Freedom                 | Nem jelent meg albumon             | Sean de Sparengo                | 3:24  |
| 2013 | Flatline                | Nem jelent meg albumon             | Auleta                          | 3:56  |
| 2024 | Situation               | Nem jelent meg albumon             | —                               | 2:52  |
| 2025 | Jungle                  | Nem jelent meg albumon             | Dora Paphides                   | 2:43  |
| 2025 | Weeds                   | Nem jelent meg albumon             | Gemma Yin                       | 3:07  |
| 2025 | Shook                   | Nem jelent meg albumon             | Dora Paphides                   | 2:57  |